# ゲオルク・ハイム

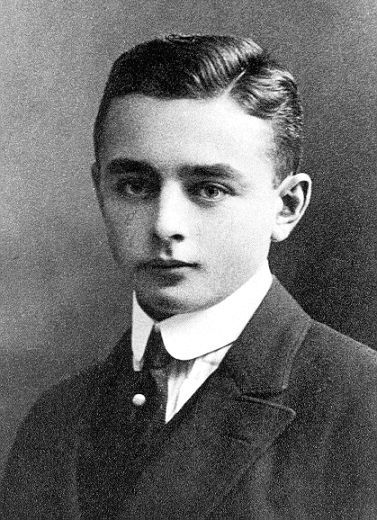
ゲオルク・ハイム

ゲオルク・ハイム（Georg Heym、1887年10月30日 - 1912年1月16日）は、ドイツの詩人。
ニーダーシュレージエンのヒルシュベルク（現在のポーランド領イェレニャ・グラ）に生まれる。ノイルピーンのギムナジウムを卒業後、ヴュルツブルクの大学で法学を学ぶ。同時に詩作、劇作に手を染め、司法官試補になったもののすぐ勤めを辞めて文学活動に専念。1905年から1910年までは劇作に集中し、三篇の完成稿と多数の断片を残している。1910年にはクルト・ヒラーを中心とするベルリンの前衛的な芸術家集団「ノイエ・クラブ」のメンバーとなり、以後2年間は詩、散文を旺盛に執筆したが、1912年にベルリン近郊の川でスケート中に事故死した。
初期の作風はロマン主義ないし印象派の影響が濃いが、その後都会の病苦や孤独を幻視的に描き出す作風を確立し、初期表現主義の代表的な詩人と目される。
「死後ほどなくして始まった、詩人ゲオルク・ハイムの神話化は、文学史家による資料収集活動とも連動して、生き残った同時代人による膨大な伝記的語りの集積を生んだ。その際、彼らの多くは、ハイムの身体的特徴にこだわって、彼の外見がいかに生命力にあふれ、健康的で若々しいものであったかを強調している」。

## 詩
- Der ewige Tag （『永遠の日』）Rowohlt, Leipzig (1911)
- Der Kondor, 1912 hrsgg. von Kurt Hiller, enthält von Heym (noch selbst besorgt): Berlin, Die Vorstadt, Träumerei in Helllblau, Der Blinde, Der Baum, Nach der Schlacht, Louis Capet, Die Professoren, Das Fieberspital, Ophelia
- Der Krieg (1911)
- Die Stadt (1911)
- Umbra vitae（『生の影』） Nachgelassene Gedichte. Postum hrsg. von Rowohlt, Leipzig 1912 und Mit 47 Holzschnitten von Ernst Ludwig Kirchner von Wolff, München 1924
- Marathon Sonette. Postum hrsgg. in Berlin-Wilmersdorf 1914; nach den Hs. des Dichters hrsg. und erl. von Karl Ludwig Schneider. Maximilian-Ges., Hamburg 1956
- Poesiealbum 282, Märkischer Verlag Wilhelmshorst 2009, EAN 978 3 931329 82 2